# Tomba 2015
Die Tomba 2015 (Grab 2015) ist ein ausgemaltes etruskisches Einkammergrab mit doppeltem Satteldach aus etwa der Mitte des fünften Jahrhunderts v. Chr. Das Grab wurde im Jahr 1960 entdeckt und befindet sich in der Monterozzi-Nekropole bei Tarquinia.
Die Malereien im Grab sind nur schlecht erhalten. Die Reste zeigen an allen Wänden große Figuren von Musikanten und Tänzern dar, die einen Totentanz zu Ehren der Verstorbenen zelebrieren.